# Bellator MMA
La Bellator MMA, precedentemente nota come Bellator Fighting Championships, è stata un'organizzazione statunitense di arti marziali miste con sede a Chicago. 
Era considerata la seconda più grande federazione di MMA degli Stati Uniti dopo la UFC e la più grande basata su tornei a eliminazione diretta, formula che venne variata nel 2014; anche a livello mondiale è una delle maggiori per spettatori agli eventi, telespettatori e atleti nei ranking mondiali.
Bellator, in latino, significa "guerriero": la grafica dell'organizzazione era infatti chiaramente ispirata alla cultura dell'Impero romano e i numeri riportati per ogni evento sono graficamente basati sul sistema di numerazione romano. Gli eventi della federazione vengono trasmessi negli Stati Uniti su canali TV gratuiti e nel tempo la promozione ha cambiato emittente varie volte: ESPN Deportes nel 2009, Fox Sports Networks nel 2010, MTV2 e Epix dal 2011 al 2012, Spike TV dal 2013. In Italia gli incontri venivano trasmessi su GXT mentre dal 2015 su DMAX.
Il 17 maggio 2014 la promozione realizzò il primo pay per view della sua storia con l'evento Bellator CXX, al quale presero parte atleti come Michael Chandler, Quinton Jackson, Muhammed Lawal, Tito Ortiz, Alexander Shlemenko e Cheick Kongo: la card preliminare non in pay per view registrò una media di 776.000 utenti e un picco di 962.000, mentre le stime sulle vendite furono di oltre 100.000 acquisti. Dal 2013 è stato lanciato il programma Fight Master: Bellator MMA, un reality show sulla falsariga di The Ultimate Fighter della UFC.
Nel giugno 2014 il fondatore Bjorn Rebney e il presidente Tim Danaher lasciarono l'organizzazione, venendo sostituiti dall'ex presidente e fondatore della Strikeforce Scott Coker; contemporaneamente venne variato il sistema relativo ai tornei a eliminazione, che non vennero più organizzati con regolare scadenza, e anche il calendario degli eventi non fu più stagionale.

## Struttura dei campionati
Bellator FC è strutturato su un sistema che prevede sia campioni nelle diverse categorie di peso sia vari tornei ad eliminazione diretta, anch'essi uno per ogni categoria di peso.
Generalmente vengono organizzati dei tornei i cui vincitori vengono dichiarati primi contendenti alla cintura di campione e ricompensati con 100.000 dollari; dal 2012 è prevista la possibilità di rematch riguardo ad una sfida per il titolo che si è conclusa con un verdetto discutibile, mentre dal 2014 un lottatore che aveva già vinto un torneo di categoria è eleggibile in qualsiasi momento per un'ulteriore sfida al titolo senza dover rientrare in un nuovo torneo.
I campionati sono dichiarati come mondiali e quindi non c'è distinzione per nazionalità dei lottatori e sono presenti divisioni sia maschili che femminili; generalmente, inoltre, la Bellator non firma contratti di esclusiva con i propri lottatori, che quindi possono gareggiare contemporaneamente anche in altre promozioni.
Dal 2014 i tornei ad eliminazione diretta non vennero più organizzati con regolare scadenza, permettendo così una libera scelta dei contendenti ai titoli da parte del matchmaker della promozione; il calendario degli eventi, inoltre, venne ristrutturato e non venne più organizzato in stagioni caratterizzate da uno show ogni venerdì: da allora, infatti, si tengono eventi tutto l'anno e senza una regolare scadenza.

## Regole
Il regolamento utilizzato è quello unificato della commissione del Nevada, ma per quanto riguarda i colpi varia tra campionato e tornei: nei tornei, infatti, è proibito colpire l'avversario con gomitate a causa dell'alta probabilità di ferire il lottatore colpito e di restare escluso dal torneo anche se si dovesse uscire vincitori dall'incontro.
Generalmente i punteggi attribuiti dai giudici per ogni round sono di dieci a nove per il vincitore del round; raramente vengono assegnati meno di nove punti e in genere si tratta di detrazioni per irregolarità commesse dal lottatore.
Bellator utilizza una gabbia a forma circolare.

### Round
Gli incontri consistono di tre round da cinque minuti, ad eccezione degli incontri per il titolo che sono di cinque round. È previsto un minuto di pausa tra ogni round.

### Classi di peso
Fino a marzo 2013 Bellator poteva vantare anche alcune categorie femminili: tra queste quella dei pesi paglia era la più attiva e l'unica che vide una cintura di campionessa in palio; successivamente vennero abolite tutte fino all'agosto del 2014, quando la promozione decise di avviare la categoria dei pesi piuma femminili.
Il primo incontro di pesi mosca della promozione si verificò solamente nel 2014 con l'evento Bellator CXV.

#### Maschili
- Pesi Mosca: fino ai 56 kg
- Pesi Gallo: fino ai 61 kg
- Pesi Piuma: fino ai 66 kg
- Pesi Leggeri: fino ai 70 kg
- Pesi Welter: fino ai 77 kg
- Pesi Medi: fino agli 84 kg
- Pesi Mediomassimi: fino ai 93 kg
- Pesi Massimi: fino ai 120 kg

#### Femminili
- Pesi Piuma: fino ai 66 kg
- Pesi Leggeri: fino ai 70 kg

## Campioni attuali

### Detentori delle cinture

#### Divisione maschile
| Divisione         | Limite massimo di peso (in kg) | Campione           | Dal              | Difese |
| ----------------- | ------------------------------ | ------------------ | ---------------- | ------ |
| Pesi massimi      | 120                            | Ryan Bader         | 26 gennaio 2019  | 1      |
| Pesi mediomassimi | 93                             | Vadim Nemkov       | 21 agosto 2020   | 1      |
| Pesi medi         | 84                             | Gegard Mousasi     | 29 ottobre 2020  | 0      |
| Pesi welter       | 77                             | Yaroslav Amosov    | 11 giugno 2021   | 0      |
| Pesi leggeri      | 70                             | Usman Nurmagomedov | 11 novembre 2022 | 1      |
| Pesi piuma        | 66                             | Patricio Freire    | 21 aprile 2017   | 5      |
| Pesi gallo        | 61                             | Sergio Pettis      | 7 maggio 2021    | 0      |

#### Divisione femminile
| Divisione  | Limite massimo di peso (in kg) | Campione          | Dal              | Difese |
| ---------- | ------------------------------ | ----------------- | ---------------- | ------ |
| Pesi piuma | 66                             | Cristiane Justino | 25 gennaio 2020  | 1      |
| Pesi mosca | 56                             | Juliana Velasquez | 10 dicembre 2020 | 0      |

### Finalisti dei tornei
| Stagione                                           | Classe di peso                                                               | Vincitori                                                                                   | Finalisti                                                                              |
| -------------------------------------------------- | ---------------------------------------------------------------------------- | ------------------------------------------------------------------------------------------- | -------------------------------------------------------------------------------------- |
| Stagione I 3 aprile 2009 – 19 giugno 2009          | Pesi Medi Pesi Welter Pesi Leggeri Pesi Piuma                                | Hector Lombard Lyman Good Eddie Alvarez Joe Soto                                            | Jared Hess Omar De La Cruz Toby Imada Yahir Reyes                                      |
| Stagione II 8 aprile 2010 – 24 giugno 2010         | Pesi Medi Pesi Welter Pesi Leggeri Pesi Piuma                                | Alexander Shlemenko Ben Askren Pat Curran Joe Warren                                        | Bryan Baker Dan Hornbuckle Toby Imada Patricio Freire                                  |
| Stagione III 12 agosto 2010 – 28 ottobre 2010      | Pesi Massimi Pesi Gallo Pesi Paglia Femmine                                  | Cole Konrad Zach Makovsky Zoila Frausto Gurgel                                              | Neil Grove Ed West Megumi Fujii                                                        |
| Stagione IV 5 marzo 2011 – 21 maggio 2011          | Pesi Mediomassimi Pesi Welter Pesi Leggeri Pesi Piuma                        | Christian M'Pumbu Jay Hieron Michael Chandler Patricio Freire                               | Richard Hale Rick Hawn Patricky Freire Daniel Straus                                   |
| Summer Series 2011 25 giugno 2011 – 27 agosto 2011 | Pesi Piuma                                                                   | Pat Curran                                                                                  | Marlon Sandro                                                                          |
| Stagione V 10 settembre 2011 – 26 novembre 2011    | Pesi Massimi Pesi Medi Pesi Welter Pesi Gallo                                | Eric Prindle Alexander Shlemenko Douglas Lima Eduardo Dantas                                | Thiago Santos Vitor Vianna Ben Saunders Alexis Vila                                    |
| Stagione VI 9 marzo 2012 – 24 agosto 2012          | Pesi Medi Pesi Welter Pesi Leggeri Pesi Piuma Pesi Gallo                     | Maiquel Falcão Karl Amoussou Rick Hawn Daniel Straus Marcos Galvão                          | Andreas Spång Bryan Baker Brent Weedman Marlon Sandro Luis Nogueira                    |
| Summer Series 2012 22 giugno 2012 – 24 agosto 2012 | Pesi Mediomassimi                                                            | Attila Vegh                                                                                 | Travis Wiuff                                                                           |
| Stagione VII 28 settembre 2012 – 14 dicembre 2012  | Pesi Massimi Pesi Welter Pesi Leggeri Pesi Piuma                             | Alexander Volkov Andrey Koreshkov Dave Jansen Shahbulat Shamhalaev                          | Richard Hale Lyman Good Marcin Held Rad Martinez                                       |
| Stagione VIII 17 gennaio 2013 – 4 aprile 2013      | Pesi Mediomassimi Pesi Medi Pesi Welter Pesi Leggeri Pesi Piuma              | Emanuel Newton Doug Marshall Douglas Lima David Rickels Magomedrasul Khasbulaev             | Mikhail Zayats Brett Cooper Ben Saunders Saad Awad Mike Richman                        |
| Summer Series 2013 19 giugno 2013 – 31 luglio 2013 | Pesi Massimi Pesi Mediomassimi Pesi Gallo                                    | Vitaly Minakov Muhammed Lawal Rafael Silva                                                  | Ryan Martinez Jacob Noe Anthony Leone                                                  |
| Stagione IX 7 settembre 2013 – 22 novembre 2013    | Pesi Massimi Pesi Medi Pesi Welter Pesi Leggeri Pesi Piuma Pesi Gallo        | Cheick Kongo Brennan Ward Rick Hawn Will Brooks Patricio Freire Joe Warren                  | Peter Graham Mikkel Parlo Ron Keslar Alexander Sarnavskiy Justin Wilcox Travis Marx    |
| Stagione X 28 febbraio 2014 – 17 maggio 2014       | Pesi Massimi Pesi Mediomassimi Pesi Medi Pesi Welter Pesi Leggeri Pesi Piuma | Alexander Volkov Quinton Jackson Brandon Halsey Andrey Koreshkov Marcin Held Daniel Weichel | Blagoi Ivanov Muhammed Lawal Brett Cooper Adam McDonough Patricky Freire Desmond Green |
| Summer Series 2014 6 giugno 2014 – 25 luglio 2014  | Pesi Mediomassimi                                                            | Liam McGeary                                                                                | Kelly Anundson                                                                         |

### Finalisti di Fight Master
| Stagione                                   | Classe di peso | Vincitori | Finalisti       |
| ------------------------------------------ | -------------- | --------- | --------------- |
| Stagione I 19 giugno 2013 – 29 agosto 2013 | Pesi Welter    | Joe Riggs | Mike Bronzoulis |

## Lottatori di rilievo
- Megumi Fujii
- Alessio Sakara
- Jake Ellenberger
- Michael Chandler
- Pat Curran
- Hector Lombard
- Ben Askren
- Joe Warren
- Shinya Aoki
- Marlon Sandro
- Zoila Frausto Gurgel
- Eduardo Dantas
- Eddie Alvarez
- Jessica Aguilar
- Dave Menne
- Paul Daley
- Travis Browne
- Jessica Penne
- Ricco Rodriguez
- Masakatsu Ueda
- Carla Esparza
- Renato Sobral
- Muhammed Lawal
- Josh Neer

- Alexander Shlemenko
- Diego Nunes
- Vladimir Matyushenko
- Houston Alexander
- Cheick Kongo
- Jessica Eye
- Mighty Mo
- Daniel Straus
- Quinton Jackson
- Zach Makovsky
- Zelg Galešić
- Tito Ortiz
- Joe Soto
- Bobby Lashley
- Patricio Freire
- Melvin Manhoef
- Johnny Eduardo
- Annalisa Bucci
- Marloes Coenen
- Stephan Bonnar
- Nam Phan
- Will Brooks